# Idaea robiginata
Idaea robiginata är en fjärilsart som beskrevs av Otto Staudinger 1863. Idaea robiginata ingår i släktet Idaea och familjen mätare. Inga underarter finns listade i Catalogue of Life.